# ARA Almirante Irízar (1978)

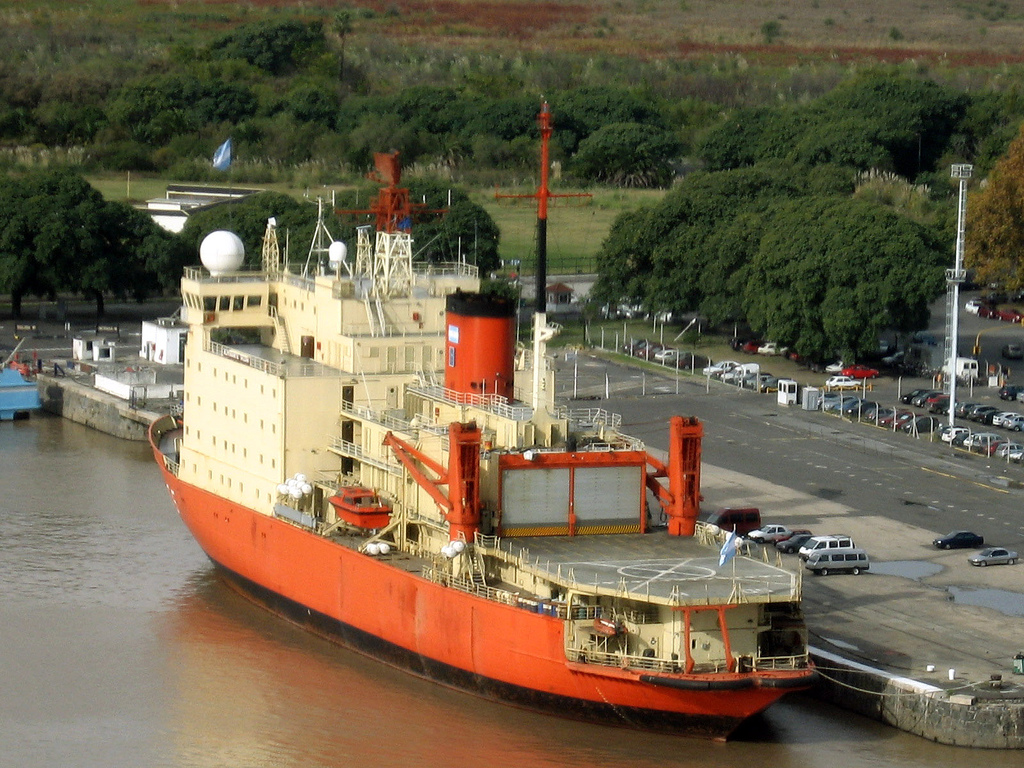
Achteraanzicht met hangar en helikopterdek

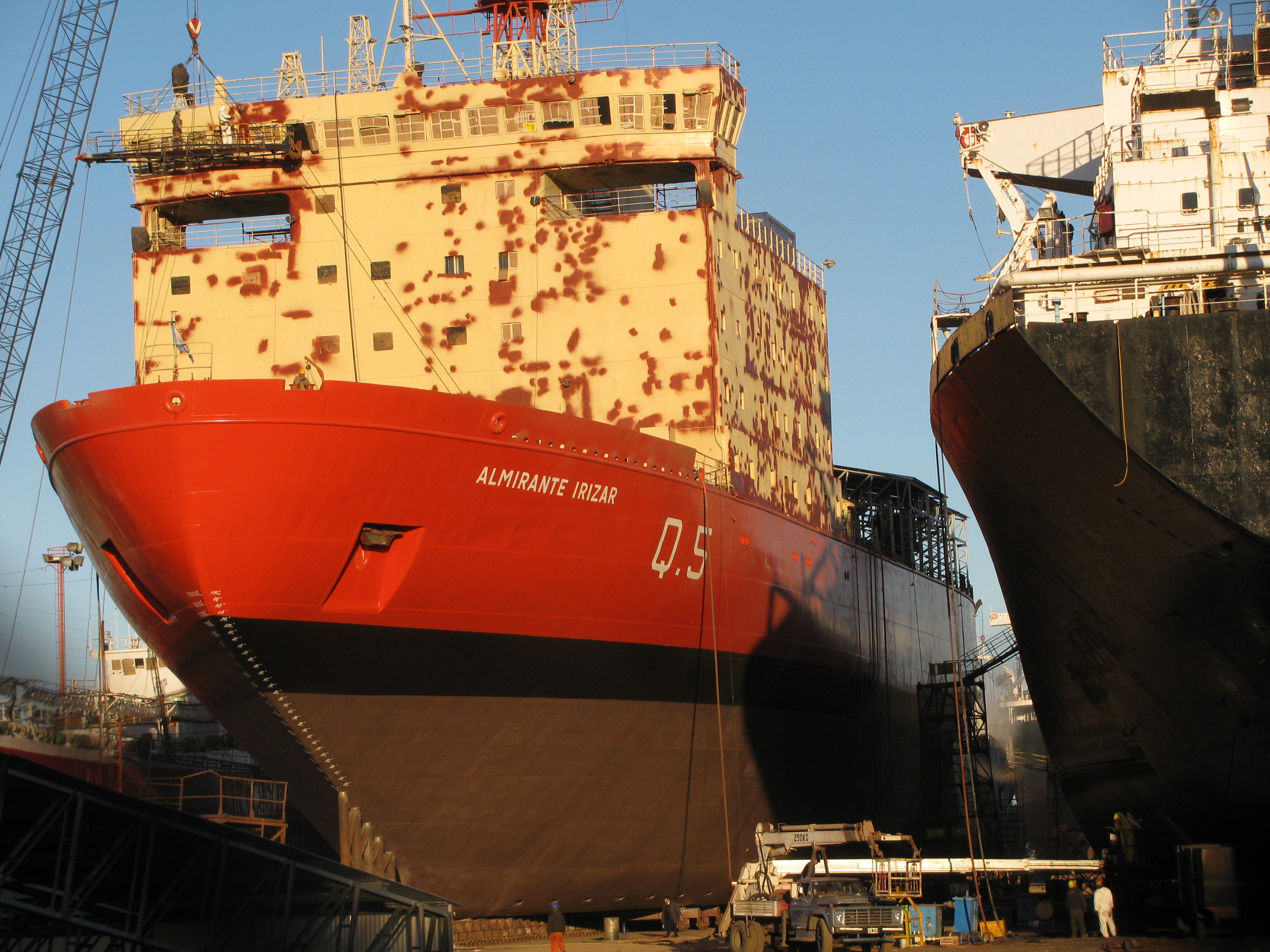
Het schip in het dok

De ARA Almirante Irízar (Q5) is een Argentijnse ijsbreker. Het schip wordt gebruikt om de bases van het land op Antarctica gedurende de zomermaanden te bevoorraden. Het schip werd in 1975 in Finland gebouwd. In 2007 werd het schip door brand zwaar beschadigd en is sindsdien uit de vaart voor reparaties. In 2015 was het schip nog steeds niet gereed. Hij is vernoemd naar Julián Irízar (1869-1935), een officier van de Argentijnse marine.
Het schip werd in 1975 besteld door de Argentijnse marine bij een scheepswerf van Wärtsilä in Finland. In februari 1978 werd het schip tewatergelaten en in december 1978 werd het in dienst gesteld. In maart 1979 kwam het schip in Argentinië aan en verving de oudere ijsbreker ARA General San Martin. Julián Irízar was de kapitein op de korvet Uruguay die in 1903 een Zweedse wetenschappelijk expeditie redde van de Zuidpool.
Het schip kan een meter dik ijs doorvaren. Het is ook voorzien van een systeem dat lucht blaast van onder de waterlijn, de luchtbellen assisteren bij het ijsbreken. Het schip heeft een dieselelektrische aandrijving en de twee generatoren drijven de twee schroeven aan. De belangrijkste taak is het transport van goederen en mensen naar de diverse bases op het Argentijnse deel van Antarctica en verder assisteert ze bij wetenschappelijk onderzoek. De thuisbasis is een marinebasis nabij de hoofdstad Buenos Aires.
Tijdens de Falklandoorlog werd ze ingezet voor het transport van troepen en als hospitaalschip. In 2002 was ze betrokken bij de redding van de Magdelena Oldendorff, deze Russische ijsbreker was vast komen te zitten in het ijs. De Almirante Irízar kon het schip niet bevrijden, maar kon het dicht genoeg komen waardoor noodzakelijk hulpgoederen konden worden geleverd. Na een overwintering kwam de Magdelena Oldendorff in de zomer op eigen kracht vrij.
In april 2007 brak brand uit op het schip. Een deel van de bemanning werd geëvacueerd. De achtergebleven bemanning wist de brand te blussen en het schip te behouden. Het schip werd gesleept naar de Puerto Belgrano marinebasis bij Bahía Blanca waar het op 20 april aankwam.
In 2008 werd ze versleept naar een Tanador scheepswerf bij Buenos Aires voor reparaties en een modernisering. De werkzaamheden zijn fors uitgelopen en de kosten zijn veel hoger uitgekomen dan bij de aanvang was verwacht. In 2013 leidde dit tot een schandaal, de totale kosten waren opgelopen tot 200 miljoen dollar en het schip was nog steeds niet vaarklaar.
In augustus 2016 was de Almirante Irízar gereed, maar de vaarweg van de werf naar open zee is onvoldoende diep. De ijsbreker steekt 7,5 meter diep en baggerwerkzaamheden zijn noodzakelijk alvorens het schip kan vertrekken. Eind maart 2017 was het schip gereed voor de proefvaarten en als deze succesvol verlopen is de ijsbreker vaarklaar voor het zomerseizoen 2016/2017.